# Łabuńka
Die Łabuńka ist ein rechter Zufluss des Wieprz in der Woiwodschaft Lublin in Polen.

## Geografie
Die Łabuńka entspringt in der Hügellandschaft des mittleren Roztocze beim Dorf Łabunie. Sie fließt von dort in südöstlicher Richtung durch das Tal Padół Zamojski, bis sie rund 15 Kilometer nordwestlich von Zamość bei Ruskie Piaski in den Wieprz mündet. An ihrem 35,4 Kilometer langen Lauf liegt die Stadt Zamość. Das Einzugsgebiet wird mit 513,5 km² angegeben.
Die Łabuńka hat als linksseitigen Zufluss die rund 10 Kilometer lange Topornica, als rechtsseitige den rund 18 Kilometer langen Czarny Potok und die Farens.